# Rudolf Plank

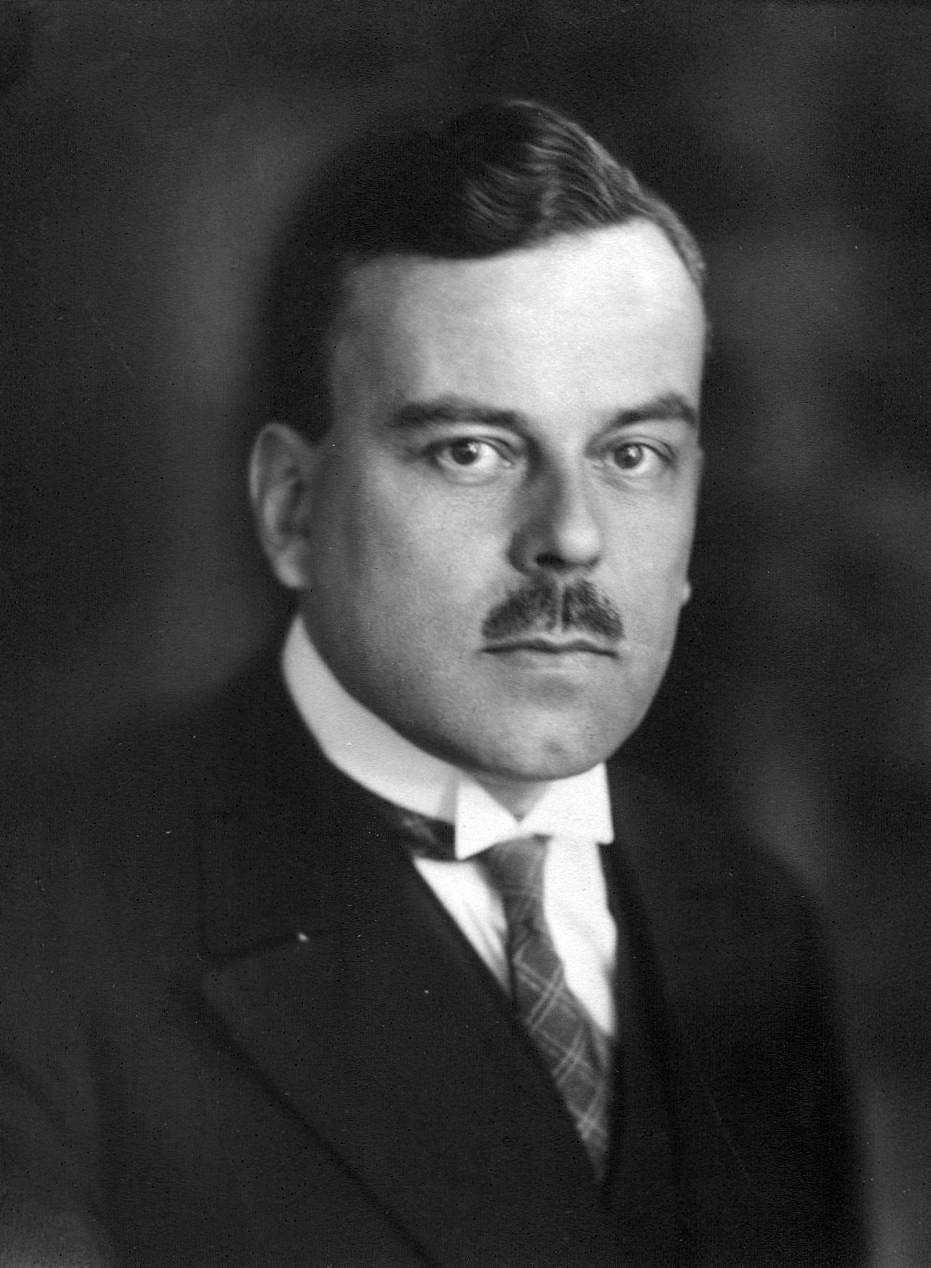
Rudolf Plank

(Aloys Valerian) Rudolf Plank (* 22. Februarjul. / 6. März 1886greg. in Kiew, Russisches Reich; † 16. Juni 1973 in Ettlingen) war ein russischstämmiger deutscher Ingenieur, Kälteforscher und Universitätsrektor. Plank gilt als Begründer der wissenschaftlichen Kältetechnik und wird oft als „Kältepapst“ bezeichnet.

## Leben
1903 studierte Rudolf Plank Mathematik und Physik in Kiew, 1904 am Polytechnischen Institut Maschinenbau in Sankt Petersburg. Er war an der Revolution von 1905 beteiligt und studierte zwischen 1905 und 1909 Maschinenbau an der  Technischen Hochschule Dresden. 1909 promovierte er bei Richard Mollier und war von 1909 bis 1911 Assistent am Lehrstuhl für Mechanik der Technischen Hochschule in Danzig. 1911 habilitierte Rudolf Plank im Bereich der Wärmelehre und der Elastizitätslehre. Anschließend war er bis 1913 in Berlin als Ingenieur für Kältemaschinen bei der Firma Borsig tätig. 1913 wurde er als Professor für Wärmelehre nach Danzig berufen, wo er auch das Maschinenlaboratorium der Hochschule betreute. Dort blieb er bis 1914 als ordentlicher Professor tätig. Für die Zentral Verkaufsgesellschaft in Berlin führte er 1914–1916 umfangreiche Versuche zur langfristigen Frischhaltung von Lebensmitteln durch, bevor er bis 1918 als Ingenieur bei der Firma Luftschiffbau Schütte-Lanz tätig wurde. 1918 kehrte er als Professor an die Technische Hochschule Danzig zurück, wo er bis 1925 blieb.
Von 1925 bis 1954 hatte er dann eine Professur für Technische Thermodynamik und Kältetechnik an der Technischen Hochschule Karlsruhe inne. Dort leitete er ab 1926 das von ihm gegründete Kältetechnische Institut und begründete 1936 das „Reichsinstitut für Lebensmittelfrischhaltung“ (später „Bundesforschungsanstalt für Ernährung“, heute Teil der Bundesforschungsanstalt für Ernährung und Lebensmittel). 1930/1931 war er Rektor der Hochschule. 1939 schied er auf eigenen Wunsch aus dem Staatsdienst aus. Im Mai 1945 wurden einige der Karlsruher Professoren zu Capitaine Sigmann von der französischen Militärregierung bestellt. Bei dieser Unterredung bot Capitaine Sigmann Professor Plank das Rektorat der neu zu gründenden Technischen Hochschule an. Professor Plank lehnte dies ab, da er das Amt nur aufgrund einer Wahl seitens der Kollegen annehmen wollte. Im Juni wurde er dann auf einer Vollversammlung der anwesenden Hochschullehrer durch Akklamation zum kommissarischen Rektor gewählt. Damit war er in seiner zweiten Amtszeit der erste Rektor nach dem Ende des Zweiten Weltkrieges. In dieser Funktion war er 1946 als Vertreter der Hochschulen Mitglied der von der amerikanischen Militärverwaltung ernannten Vorläufigen Volksvertretung im neu gegründeten Land Württemberg-Baden. Während dieser Zeit entstand auch das Karlsruher Schema, ein von Rudolf Plank vorgeschlagenes Bewertungsschema für die Qualität von Lebensmitteln. Von 1948 bis 1951 war Plank als Kurator Vorstandsmitglied des Vereins Deutscher Ingenieure (VDI).
Er hatte gute Kontakte in die USA, die seinerzeit auf dem Gebiet Kältetechnik führend waren. Darüber berichtet er unter dem Titel „Amerikanische Kältetechnik“ in seinem Handbuch.
Er nutzte seine Sprachkenntnisse zur Übertragung von Gedichten und Dramen bedeutender russischer Dichter (Boris Pasternak und andere).

## Auszeichnungen und Ehrungen
Rudolf Plank wurde mehrfach ausgezeichnet, unter anderem 1967 mit der Ehrendoktorwürde der TU Dresden und mit der DECHEMA-Medaille. Seit 1942 war er ordentliches Mitglied der Heidelberger Akademie der Wissenschaften.
- 1952: Bundesverdienstkreuz (Steckkreuz)
- 1953: Grashof-Denkmünze des Vereins Deutscher Ingenieure
- 1956: Arnold-Eucken-Medaille der Forschungs-Gesellschaft Verfahrens-Technik e. V.[3]

- Großes Verdienstkreuz der Bundesrepublik Deutschland

## Schriften
- Die Frischhaltung von Fischen durch Kälte, Verlag: Keune (1947)
- Die Kleinkältemaschine, Verlag: Springer (1948)
- Kühlhausbau, Dt. Ingenieur-Verlag (1950)
- Thermodynamische Grundlagen, Verlag: Springer (1953)
- Amerikanische Kältetechnik, Verlag: C. F. Müller (1957)
- Verfahren der Kälteerzeugung und Grundlagen der Wärmeübertragung (Hans Dieter Baehr, Ernst Hofmann, Rudolf Plank), Verlag: Springer (1959)

Als Herausgeber:
- Handbuch der Kältetechnik, Verlag: Springer
  - Bd. 1: Entwicklung, wirtschaftliche Bedeutung, Werkstoffe (1954)
  - Bd. 2: Thermodynamische Grundlagen (1953)
  - Bd. 3: Verfahren der Kälteerzeugung und Grundlagen der Wärmeübertragung (1959)
  - Bd. 4: Die Kältemittel (1956)
  - Bd. 5: Kältemaschinen: Kaltgasmaschinen und Kaltdampfmaschinen (1966)
  - Bd. 6A: Automatik, Zubehör, Inbetriebnahme, Geräuschbekämpfung, Kälteanlagen, Wärmepumpen (1969)
  - Bd. 6B: Wärmeaustauscher (1988)
  - Bd. 7: Sorptions-Kältemaschinen (1959)
  - Bd. 8: Erzeugung sehr tiefer Temperaturen : Gasverflüssigung und Zerlegung von Gasgemischen (1957)
  - Bd. 9: Biochemische Grundlagen der Lebensmittelfrischhaltung (1952)
  - Bd. 10: Die Anwendung der Kälte in der Lebensmittelindustrie (1960)
  - Bd. 11: Der gekühlte Raum, der Transport gekühlter Lebensmittel und die Eiserzeugung (1962)
  - Bd. 12: Die Anwendung der Kälte in der Verfahrens- und Klimatechnik, Biologie und Medizin. Sicherheitsvorschriften (1967)